# Neotherina consequens
Neotherina consequens är en fjärilsart som beskrevs av Louis Beethoven Prout 1910. Neotherina consequens ingår i släktet Neotherina och familjen mätare. Inga underarter finns listade i Catalogue of Life.